# Ocnophila scabrosus
Ocnophila scabrosus är en insektsart som först beskrevs av Hermann Burmeister 1838.  Ocnophila scabrosus ingår i släktet Ocnophila och familjen Diapheromeridae. Inga underarter finns listade i Catalogue of Life.